# Ghimbav
Ghimbav (Duits: Weidenbach, Hongaars: Vidombák) is een stad (oraș) in het Roemeense district Brașov. De stad telt 5100 inwoners (2002).
Van oorsprong werd de plaats vooral bewoond door Saksen. De Saksen hadden in het gebied Burzenland(Țara Bârsei) autonomie onder de Hongaarse koning. Vanaf de jaren ´70 hebben de Saksen in een hoog tempo de stad verlaten en tegenwoordig hebben Roemenen hun plek ingenomen. Ghimbav heeft nog een Evangelische Saksische Weerkerk. In de nabijheid van de stad wordt gewerkt aan de bouw van de Luchthaven Brasov.

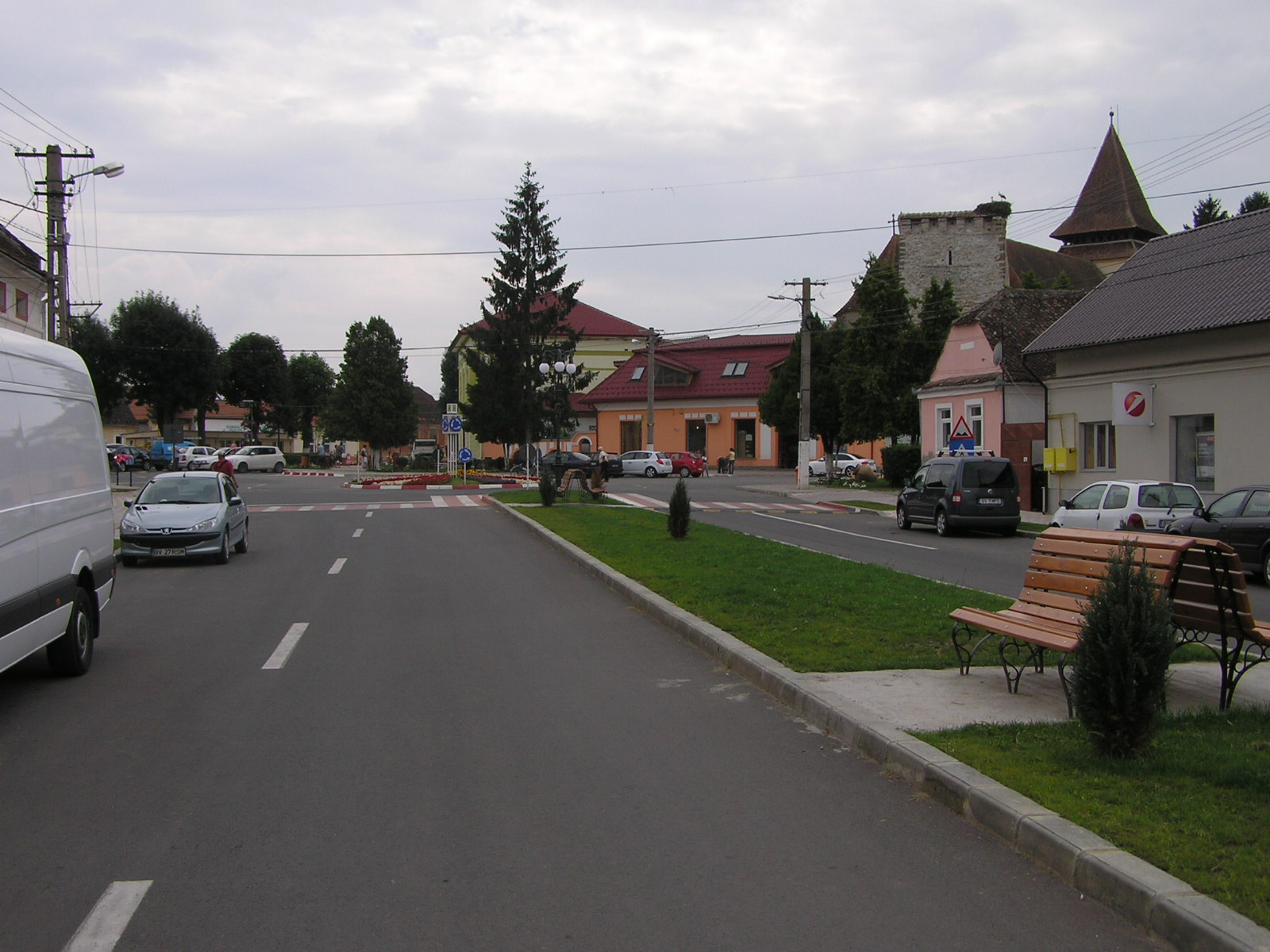
Center locaties Ghimbav

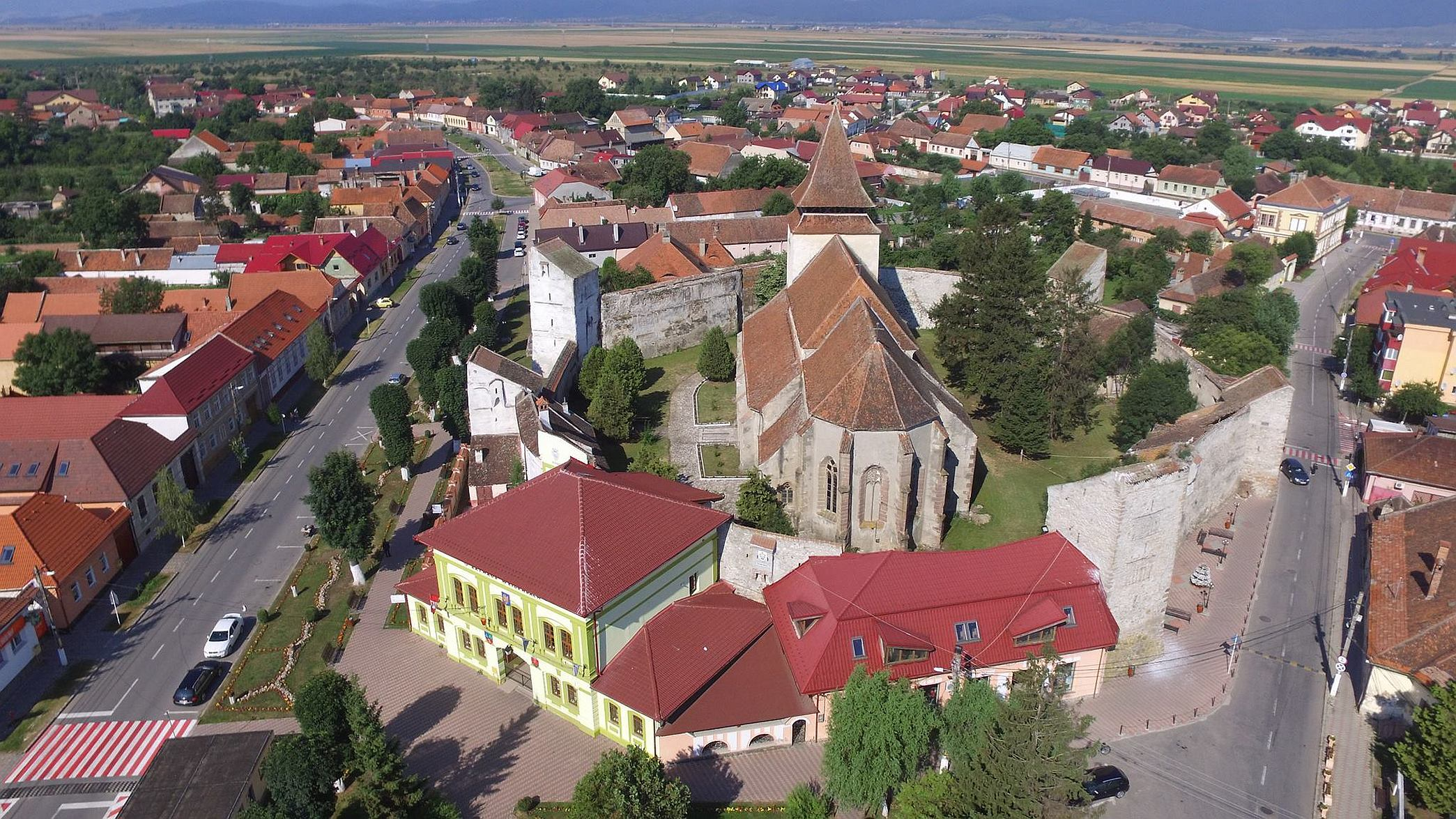
Weerkerk van Ghimbav

Steden met gemeentestatus: Brașov · Făgăraș · Codlea · Săcele

Steden zonder gemeentestatus: Ghimbav · Predeal · Râșnov · Rupea · Victoria · Zărnești